# Окс, Эрих

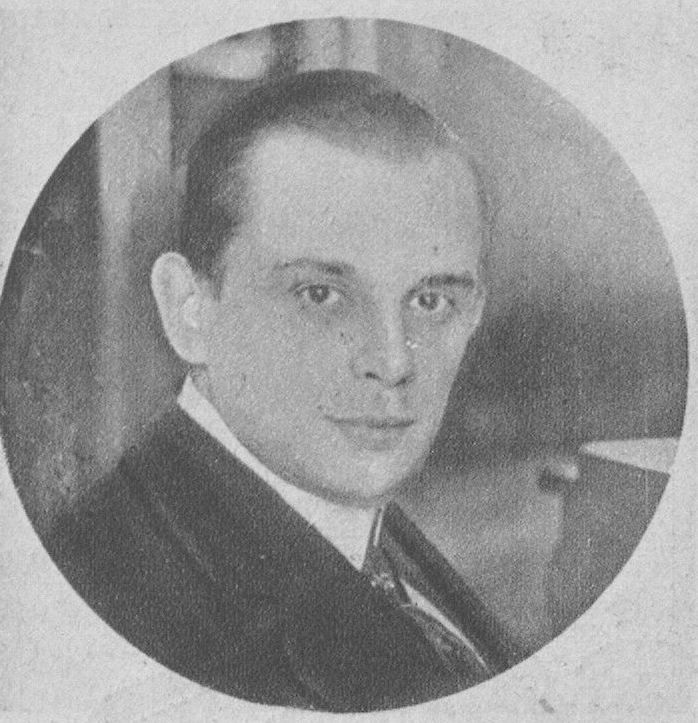
Эрих Окс

Эрих Окс (нем. Erich Ochs; 7 июня 1883, Висмар — 8 ноября 1951, Берлин) — немецкий дирижёр. Сын Трауготта Окса.
Получил образование в Берлине. Дебютировал на концертной сцене как исполнитель на тенор-виоле, сконструированной Германом Риттером. В 1904 году с этим инструментом вошёл в состав Нового немецкого струнного квартета, созданного его отцом в Билефельде (первая скрипка — Ганс Ланге). 24 октября 1905 года исполнил произведения Йозефа Гайдна и Пьетро Локателли с Берлинским филармоническим оркестром под управлением Окса-старшего. В 1909 и 1910 гг. гастролировал как инструменталист в Нью-Йорке; по мнению американской прессы, отозвавшейся на выступление Окса (Вальтер Дамрош аккомпанировал ему как пианист), исполнение Окса соответствовало требованиям вкуса и стиля, но не убедило слушателей в необходимости использованного им экзотического инструмента.
В 1907—1908 гг. второй дирижёр городского театра в Эльберфельде. Затем до 1910 года второй дирижёр в Позене, далее работал в Легнице. В течение 1914 года возглавлял в Стокгольме Королевский филармонический оркестр. В 1918—1919 гг. второй дирижёр городского театра в Генте. В разные годы работал также с берлинским Блютнер-оркестром (в частности, в 1913 году дирижировал премьерой Симфонического эпилога «Йёста Берлинг» — произведения Курта Адами по мотивам романа Сельмы Лагерлёф). В 1920-е годы в Аргентине, руководил оркестром в Росарио, c 1924 года преподавал дирижирование в хоровой школе Национального университета Кордовы, затем возглавил певческую школу в Буэнос-Айресе. По возвращении в Германию работал в Театре Запада, руководил созданной его отцом консерваторией.